# كريج كيلبورن
كريج كيلبورن (بالإنجليزية: Craig Kilborn)‏ هو كاتب سيناريو ومقدم تلفزيوني وممثل أمريكي، ولد في 24 أغسطس 1962 بكانساس سيتي في الولايات المتحدة.

## أعمال

### مسلسلات
- ذا ديلي شو

## وصلات خارجية
- كريج كيلبورن على موقع IMDb (الإنجليزية)
- كريج كيلبورن على موقع الموسوعة البريطانية (الإنجليزية)
- كريج كيلبورن على موقع ألو سيني (الفرنسية)
- كريج كيلبورن على موقع ميوزك برينز (الإنجليزية)
- كريج كيلبورن على موقع أول موفي (الإنجليزية)
- كريج كيلبورن على موقع إن إن دي بي (الإنجليزية)
- كريج كيلبورن على موقع قاعدة بيانات الفيلم (الإنجليزية)
- كريج كيلبورن على موقع كينوبويسك (الروسية)